# Tillandsia parryi
Tillandsia parryi är en gräsväxtart som beskrevs av John Gilbert Baker. Tillandsia parryi ingår i släktet Tillandsia och familjen Bromeliaceae. Inga underarter finns listade i Catalogue of Life.